# Kirchenfeld (Penkun)
Kirchenfeld ist ein Ortsteil der Stadt Penkun des Amtes Löcknitz-Penkun im Landkreis Vorpommern-Greifswald in Mecklenburg-Vorpommern.

## Geografie
Der Ort liegt drei Kilometer südsüdwestlich der Stadtmitte und auf der gleichnamigen Gemarkung Penkun. Die Nachbarorte sind Penkun und Büssow im Nordosten, Schönfeld im Osten, Petershagen im Südosten, Neu Luckow im Süden, Wartin im Südwesten, Neuhof im Westen sowie Sommersdorf und Ausbau im Nordwesten.